# Chain of Fools
Chain of Fools — пісня Дональда Рендолфа, і вперше записана Аретою Франклін 1967 року. Вийшла в альбомі Lady Soul, а також як сингл. 
З цією пісню Арета Франклін отримала премію Греммі в номінації «найкраще вокальне виконання R&B». Також ця пісня потрапила до списку 500 найкращих пісень усіх часів за версією журналу Rolling Stone. В чарті Billboard Hot 100 пісня досягала другої сходинки.